# Кара-Сууский район
Кара-Сууский район (также используются наименования Карасуйский, Кара-Сууйский, Кара-Суйский; кирг. Кара-Суу району) — административная единица Ошской области Кыргызстана. Административный центр района — город Кара-Суу.

## География
Кара-Сууский район большей частью расположен в Ош-Карасуйском оазисе. Так как в 1962 году в состав района вошёл Ошский район, то Кара-Сууский район оказался расположен вокруг областного центра — города Ош.
Вблизи районного центра, города Кара-Суу, по магистральному каналу Шаракансай проходит государственная граница с Узбекистаном.
Территория района протянулась с севера на юг в центральной части области и расположена в пределах восточной окраины Ферганской долины и в горных отрогах Алайского хребта.

## Экономика и торговля
Район имеет наибольший вес в экономике области по сравнению с другими районами. В районном центре имеется крупнейший в Ферганской долине оптово-розничный рынок.
Пограничное положение обусловило сильное взаимодействие узбеков и киргизов, которые издавна вели совместную торговлю. В результате этого, вблизи госграницы имеется большое количество узбекского населения.
Вблизи областного центра имеется автодорожный международный пункт пограничного пропуска «Достук». На территории района находится 60 953 домашних хозяйства.
Под эгидой Шанхайской организации сотрудничества (ШОС) в Кара-Сууском районе Ошской области Кыргызстана будет построен микрорайон, рассчитанный на 7 000 жителей.
Под строительство уже выделен земельный участок в 38 га. Сметная стоимость проекта составляет 140 млн долларов. Вскоре на территории Кара-Сууского района планируется начало строительства 2-х парников на основе солнечной энергии.

## Климат
Климат в равнинной части района — субтропический, засушливый; в более горной местности — континентальный климатический пояс.
Зимы в районе непродолжительные и мягкие. Температуры в самый холодный месяц в среднем составляют −3…-5 градусов. Снежный покров практически не образовывается.
Удаленность района от морей и океанов обуславливает малое количество годовых осадков. Весенний период является самым красивым временем года. Благодаря весенним дождям и теплому солнцу, буйством красок преображается полупустынный ландшафт района.
Лето жаркое и продолжительное. Дневные температуры в июле месяце в среднем составляют +34…+36 градусов. Палящее солнце и крайне ограниченное количество осадков сопровождают большую часть летнего сезона.

## Население
По данным переписи населения Кыргызстана 2009 года, численность населения района составила 348 645 жителей, в том числе: киргизы — 189 262 человека или 54,3 %, узбеки — 134 340 человек или 38,5 %, уйгуры — 10 445 человек или 3,0 %, таджики — 5947 человек или 1,7 %, турки — 3368 человек или 1,0 %, азербайджанцы — 2440 человек или 0,7 %, дунгане — 786 человек или 0,2 %, татары — 749 человек или 0,2 %.
Село Таширов Кара-Сууского района является местом компактного расселения дунган.

## Административно-территориальное деление
В состав района входят 1 город районного значения — Кара-Суу и 16 аильных (сельских) округов, в которых расположены 137 сельских населённых пунктов:
1. Ак-Ташский айыльный округ: с. Ак-Таш (центр), Жылкелди, Барак[5];
2. Джаны-Арыкский аильный округ: с. Джаны-Арык (центр), Ак-Терек, Правда, Таш-Арык;
3. Жоошский аильный округ: с. Большевик (центр), Агартуу, Гайрат, Зарбалик, Им. Калинина, Коммунизм, Кызыл-Кошчу, Кызыл-Сарай, Маданият, Мамажан, Питомник;
4. Баш-Булакский аильный округ: с. Баш-Булак (центр), Джаны-Турмуш, Кара-Сегет, Талдык, Кичик, Кызыл-Ордо, Садырбай, Эшме, Ачы, Торгой-Булак;
5. Кашкар-Кыштакский аильный округ: с. Кашгар-Кыштак (центр), Алга-Бас, Андижан-Махалла, Бек-Джар, Джар-Ооз, Кенджекул, Таджик-Махалла, Монок;
6. Кызыл-Кыштакский аильный округ: с. Кызыл-Кыштак (центр), Андижанское, Бель-Кыштак, Джаны-Кыштак, Им. Карла Маркса, Коммунист, Кызыл-Байрак;
7. Кызыл-Сууский аильный округ: с. Чайчи (центр), Ак-Джар, Коргон, Миялы, Алпордо, Талаа, Учкун;
8. Мадынский аильный округ: с. Кыргыз-Чек (центр), Асанчек, Жоош, Каарман, Лаглан, Мады, Октябрь, Социализм, Тээке, Учкун, Чагыр;
9. Наримановский аильный округ: с. Нариман (центр), Алим-Тепе, Бешмойнок, ВЛКСМ, Джаны-Махалла, Джийдалик, Каратай, Осмон, Куранкол, Кызыл-Мехнат, Лангар, Нурдар, Жим, Тажикабад;
10. Отуз-Адырский (также — Отузадырский) аильный округ: с. Отуз-Адыр (центр), Кара-Дебе, Кызыл-Абад, Кыш-Абад, Савай-Арык, Фурхат, Ынтымак, Жаны-Кызыл-Суу, Тынчтык;
11. Сары-Колотский (также — Сарыколотский) аильный округ: с. Сары-Колот (центр), Ак-Колот, Курбан-Кара, Шерали, Присавай, Тынчтык;
12. Папанский аильный округ: с. Папан (центр), Ак-Терек, Алчалы, Ата-Мерек, Берю, Карагур, Коджо-Келен, Кызыл-Туу, Тогуз-Булак, Ак-Буура-1, Ак-Буура-2, Ак-Буура-3, Ак-Буура-4, Камыр-Суу, Жар-Башы, Чычкан-Кол, Андагул, Жаны-Турмуш;
13. Савайский аильный округ: с. Кызыл-Шарк (центр), Кен-Сай, Кечкен-Джар, Курбан-Кара, Кыдырша, Октябрь, Ынтымак, Савай, Султан-Абад;
14. Сарайский аильный округ: с. Им. Кирова (центр), Эркин, Присавай, Конурат, Им. Тельмана, Ак-Оргоо;
15. Телейкенский аильный округ: с. Дыйкан-Кыштак (центр), Кыргызстан, Озгур (часть), Телейкен (часть), Учар, Бодур-Таш, Жапалак;
16. Шаркский аильный округ: с. Шарк (центр), Таштак, Имам-Ата, Маданият, Топ-Терек, Фуркат, Медресе;

## Образование
- Школа-гимназия № 65 имени Сабирова (Кара-Сууский район);
- Школа № 66 имени В.И. Ленина (город Кара-Суу);
- Средняя школа № 71 имени А. Рахманалиева (Кара-Сууский район);
- Гимназия «Кара-Суу» Ошского Государственного университета (город Кара-Суу).
- № 61 Гимназия-интернат им. К. Джакыпова .

## Известные уроженцы
- Жолон Мамытов (01.04.1940 −07.03.1988) родился в селе Тулейкен Кара-Сууского района — народный поэт, писатель.
- Меңди Мамазаирова (01.05.1943) родилась в селе Конур-Жаз Кара-Сууского района — народная писательница.
- Гапар Айтиев (1912—1984) родился в селе 1-й Тулейкен — один из первых советских художников-киргизов, народный художник Киргизской ССР и СССР.
- Токон Эшпаев (1950—2014) родился в селе Керме-Тоо Кара-Сууского района — советский и киргизский баянист, солист-вокалист Ошской областной филармонии, народный артист Кыргызстана.
- Осман Якубов (1911—1944) Герой Советского Союза родился в селе Тогуз-Булак (ныне Кара-Сууского района) проживал и работал на строительстве канала.
- Ибрагим Жунусов (13.05.1961) родился в селе Сарай Кара-Сууского района — бывший вице-премьер-министр КР по социальным вопросам, народный артист Кыргызской Республики.
- Турапов Керимберди Ырысалиевич — родился в селе Кызыл-Суу Кара-Сууского района — народный артист Кыргызской Республики.
- Курсан Асанов — родился в с. Жаны-Арык Кара-Сууского района Ошской области — Заместитель министра внутренних дел Кыргызской Республики по южному региону[6].
- Султан Раев (13.07.1958) — родился в селе Жоош, Кара-Сууского района — киргизский писатель, драматург и государственный деятель. Министр культуры Кыргызской Республики.
- Жылдызкан Джолдошева — родилась с. Кыргыз-Чек Кара-Сууского района Ошской области — государственный деятель.